# Mariano Álvarez Gómez
Mariano Álvarez Gómez (La Mata de Monteagudo, (León), 2 de junio de 1935 – Salamanca, 13 de octubre de 2017) fue un filósofo español y catedrático de Metafísica de la Universidad de Salamanca.

### Trayectoria profesional
En su infancia, mientras cuidaba del ganado paterno, tuvo algún encuentro con lobos, como le gustaba recordar.
En su adolescencia siguió la carrera eclesiástica, estudiando en el Seminario Diocesano de León y licenciándose en Filosofía en 1957. Sus años de formación filosófica transcurren en Alemania entre 1961 y 1972. Allí, concretamente en la Universidad de Múnich obtiene en 1967 el doctorado con una tesis sobre Nicolás de Cusa.
En 1974 vuelve a España, obteniendo la cátedra de Metafísica en la Universidad de Salamanca en 1982. Su enseñanza y su pensamiento en el período salmantino han estado consagradas principalmente a la filosofía de Hegel del cual ha llegado a ser uno de los más brillantes estudiosos en España. Con su docencia contribuyó a renovar decisivamente los estudios de metafísica.
Su magisterio ha producido una pléyade de discípulos, que han desarrollado sus propias investigaciones filosóficas en varios campos y desde enfoques metodológicos dispares.

### Asociaciones a las que pertenecía[1]
- Miembro de número de la Real Academia de Ciencias Morales y Políticas de Madrid.[3][4]
- Presidente de la Sociedad Castellano-Leonesa de Filosofía.
- Presidente de la Sociedad ESpañola de estudios sobre Hegel.
- Vocal del consejo de redacción del anuario "Cuadernos Salmantinos de Filosofía" (1974-1980)[4]